# Маккейн-Годфри, Кэтлин
Кэтлин (Китти) Маккейн (англ. Kathleen "Kitty" McKane, в замужестве Маккейн-Годфри англ. McKane Godfree; 7 мая 1896, Лондон — 19 июня 1992, там же) — британская теннисистка и бадминтонистка, один из лидеров женского тенниса в 1920-е годы.
- Вторая ракетка мира в 1926 году
- Двукратная чемпионка Уимблдонского турнира в одиночном разряде
- Пятикратная победительница Уимблдонского турнира и чемпионата США в женском и смешанном парном разряде
- Пятикратный призёр Олимпийских игр в женском одиночном, женском парном и смешанном парном разряде
- Член Международного зала теннисной славы с 1978 года

## Карьера
В первой половине 1920-х годов Китти Маккейн была лидером британского спорта в двух видах — лаун-теннисе и бадминтоне. В бадминтоне она становилась чемпионкой Англии четыре раза за пять первых лет после возобновления национального первенства по окончании Первой мировой войны (в 1920—1922 и 1924 годах). Интересно, что в 1925 году чемпионкой стала уже её сестра Маргарет. В 1921 и 1924 годах они вдвоём выиграли чемпионат Англии в женском парном разряде, а в 1924 и 1925 годах Китти стала чемпионкой и в смешанных парах с будущей звездой бадминтона Фрэнком Девлином. Таким образом, в 1924 году она стала абсолютной чемпионкой Англии, победив во всех трёх разрядах.
В лаун-теннисе Китти, которая на корте демонстрировала быструю и умную игру и бойцовские качества, уже в 1920 году завоевала для Великобритании три медали на Олимпийских играх в Антверпене, в том числе победив с Винифред Макнейр в женском парном турнире. В свой первый финал на Уимблдоне она вышла два года спустя, также в женском парном разряде, где с ней играла сестра Маргарет. Это был первый в истории случай, когда в финал Уимблдона прошла пара сестёр. На следующий год Китти завоевала свой первый титул в женском парном разряде на чемпионате США, где также дошла до финала в миксте. В одиночном разряде она стала финалисткой Уимблдонского турнира и чемпионата мира на твёрдых (грунтовых) кортах во Франции, оба раза проиграв знаменитой Сюзанн Ленглен.
В 1924 году, когда Ленглен получила травму в ходе Уимблдонского турнира, Маккейн полностью использовала предоставившийся шанс, став чемпионкой на родном корте. В финале она победила 18-летнюю чемпионку США Хелен Уиллз — как потом оказалось, это было последнее поражение Уиллз на Уимблдоне, где та позже стала восьмикратной чемпионкой. Маккейн также победила и в смешанном парном разряде, а в женских парах проиграла в финале Уиллз и многоопытной Хейзел Хочкисс-Уайтмен. На Олимпиаде в Париже Китти добавила к трём медалям из Антверпена ещё две, хотя ни одна из них не была золотой, а позже привела британскую женскую сборную к победе над американками в Кубке Уайтмен, разыгрывавшемся во второй раз между этими двумя командами. По ходу матча, проходившего на уимблдонских кортах, она победила обеих сильнейших теннисисток США — Уиллз и Моллу Мэллори.
В 1925 году Маккейн снова дважды стала финалисткой в одиночном разряде крупнейших международных турниров — чемпионата Франции, впервые открывшегося для иностранцев, и чемпионата США. В первом финале она в очередной раз проиграла Ленглен, а во втором — стремительно набиравшей форму Уиллз. На чемпионате США она победила в смешанном парном разряде, а во Франции дошла до финала в женских парах с Эвелин Кольер, также проиграв Ленглен и её партнёрше Дидди Власто. В конце года она во второй раз подряд победила в Кубке Уайтмен американок. На сей раз она проиграла Уиллз личную встречу, но снова выиграла у Мэллори, а в решающей седьмой игре в паре с Кольер разгромила Уиллз и Мэри Браун со счётом 6-0, 6-3.
В 1926 году Кэтлин Маккейн вышла замуж за капитана британской сборной в Кубке Дэвиса Лесли Годфри. На Уимблдоне, как и за два года до этого, она вышла в финал во всех трёх разрядах и снова победила в одиночном (где на этот раз ей противостояла испанка Лили де Альварес) и в смешанном парном разряде. Её партнёром в миксте стал муж, и впервые в истории турнир смешанных пар на Уимблдоне выиграла супружеская пара. В Кубке Уайтмен она принесла команде два очка против обеих первых ракеток сборной США — Мэри Браун и Мэллори, — но этого оказалось недостаточно, и британки проиграли с общим счётом 4-3. Тем не менее в ежегодном рейтинге лучших теннисисток, публикуемом газетой Daily Telegraph, она заняла второе место, уступив только Ленглен.
В 1927 году Маккейн-Годфри завоевала свой седьмой титул на центральных турнирах, второй раз за карьеру выиграв турнир женских пар чемпионата США. В 1930 году она, после того, как уже несколько лет не пробивалась в финалы крупных турниров, вновь принесла сборной решающее очко в Кубке Уайтмен, обыграв Хелен Уиллз-Муди со счётом 7-5, 1-6, 6-4.
В 1977 году Кэтлин Маккейн-Годфри была в числе теннисистов, получивших памятные награды в честь столетия Уимблдонского турнира. На следующий год её имя было включено в списки Международного зала теннисной славы. Она умерла в доме престарелых в 1992 году, в возрасте 96 лет, ещё успев увидеть возвращение тенниса в регулярную программу Олимпийских игр в Сеуле.

## Участие в финалах турниров Большого шлема за карьеру (17)

### Одиночный разряд (5)

#### Победы (2)
| Год  | Турнир                  | Соперница в финале | Счёт в финале |
| ---- | ----------------------- | ------------------ | ------------- |
| 1924 | Уимблдонский турнир     | Хелен Уиллз        | 4-6, 6-4, 6-4 |
| 1926 | Уимблдонский турнир (2) | Лили де Альварес   | 6-2, 4-6, 6-3 |

#### Поражения (3)
| Год  | Турнир              | Соперница в финале | Счёт в финале |
| ---- | ------------------- | ------------------ | ------------- |
| 1923 | Уимблдонский турнир | Сюзанн Ленглен     | 2-6, 2-6      |
| 1925 | Чемпионат Франции   | Сюзанн Ленглен     | 1-6, 2-6      |
| 1925 | Чемпионат США       | Хелен Уиллз        | 6-3, 0-6, 2-6 |

### Женский парный разряд (7)

#### Победы (2)
| Год  | Турнир            | Партнёр         | Соперницы в финале                 | Счёт в финале |
| ---- | ----------------- | --------------- | ---------------------------------- | ------------- |
| 1923 | Чемпионат США     | Филлис Ковелл   | Элинор Госс Хейзел Хочкисс-Уайтмен | 2-6, 6-2, 6-1 |
| 1927 | Чемпионат США (2) | Эрминтруд Харви | Бети Натхолл Джоан Фрай            | 6-1, 4-6, 6-4 |

#### Поражения (5)
| Год  | Турнир                  | Партнёр                | Соперницы в финале                 | Счёт в финале  |
| ---- | ----------------------- | ---------------------- | ---------------------------------- | -------------- |
| 1922 | Уимблдонский турнир     | Маргарет Маккейн-Стокс | Сюзанн Ленглен Элизабет Райан      | 0-6, 4-6       |
| 1924 | Уимблдонский турнир (2) | Филлис Ковелл          | Хелен Уиллз Хейзел Хочкисс-Уайтмен | 4-6, 4-6       |
| 1925 | Чемпионат Франции       | Эвелин Кольер          | Дидди Власто Сюзанн Ленглен        | 1-6, 11-9, 2-6 |
| 1926 | Чемпионат Франции (2)   | Эвелин Кольер          | Дидди Власто Сюзанн Ленглен        | 1-6, 1-6       |
| 1926 | Уимблдонский турнир (3) | Филлис Ковелл          | Мэри Браун Элизабет Райан          | 1-6, 1-6       |

### Смешанный парный разряд (5)

#### Победы (3)
| Год  | Турнир                  | Партнёр      | Соперники в финале               | Счёт в финале |
| ---- | ----------------------- | ------------ | -------------------------------- | ------------- |
| 1924 | Уимблдонский турнир     | Джон Гилберт | Дороти Шеферд-Барон Лесли Годфри | 6-3, 3-6, 6-3 |
| 1925 | Чемпионат США           | Джон Хокс    | Эрминтруд Харви Винсент Ричардс  | 6-2, 6-4      |
| 1926 | Уимблдонский турнир (2) | Лесли Годфри | Мэри Браун Говард Кинси          | 6-3, 6-4      |

#### Поражения (2)
| Год  | Турнир              | Партнёр      | Соперники в финале          | Счёт в финале  |
| ---- | ------------------- | ------------ | --------------------------- | -------------- |
| 1923 | Чемпионат США       | Джон Хокс    | Молла Маллори Билл Тилден   | 3-6, 6-2, 8-10 |
| 1927 | Уимблдонский турнир | Лесли Годфри | Элизабет Райан Фрэнк Хантер | 6-8, 0-6       |